# Bonrieu (affluent de l'Arc)
Le Bonrieu est une rivière s'écoulant en France dans la vallée alpine de la Maurienne, dans le département de la Savoie en région Auvergne-Rhône-Alpes.
C'est un affluent droit de l'Arc, donc un sous-affluent de l'Isère.

## Étymologie
Le torrent de Bonrieu est mentionné dans un terrier de 1475, Aqua Boni rivi. Son nom est proche du torrent homophone de Bonrieu(x), affluent de l'Arvan, pour lequel l'origine est « le bon ruisseau, en latin bonus rivus ».

## Géographie
Il prend sa source au pied du glacier du Bouchet, avec les ruisseaux affluents du Bouchet, du Contar, de Rosaël et du Loup, dévale les pentes adret de la commune d'Orelle pour finalement se jeter dans l'Arc au niveau du village de Francoz.
Avant le torrent du Poucet, c'est le plus important cours d'eau de la commune d'Orelle.

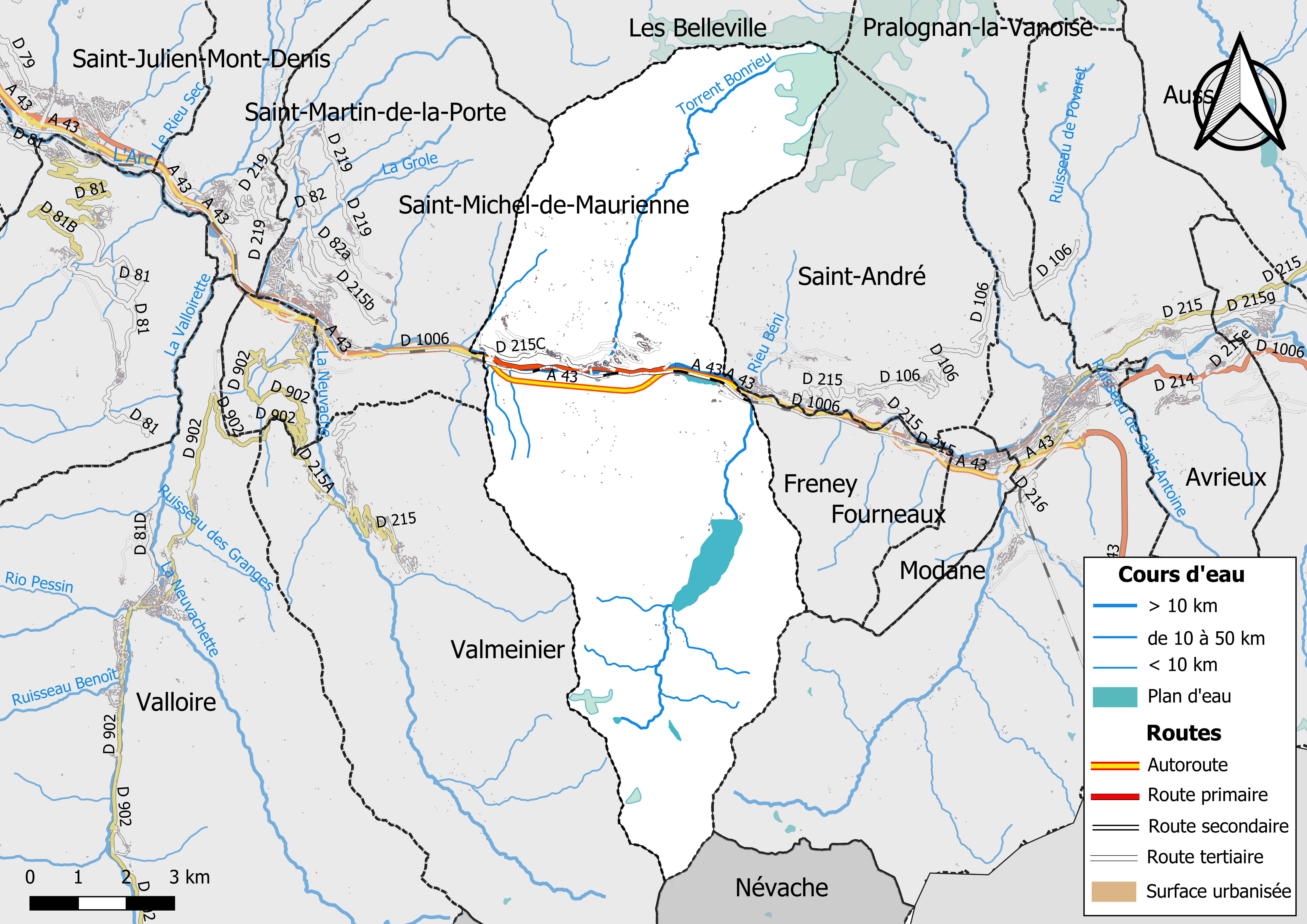
Vue du torrent.
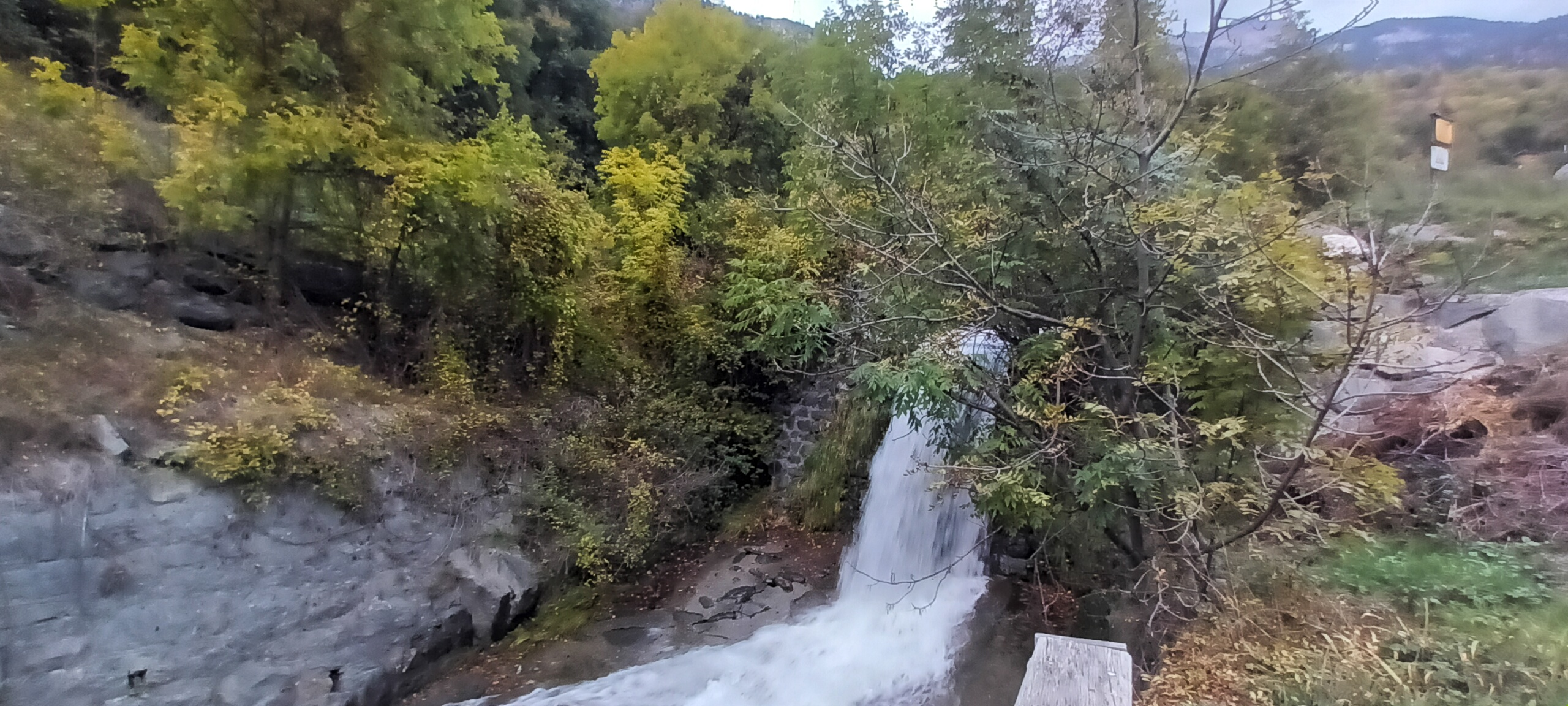
Le torrent au niveau de Casse-Combe.
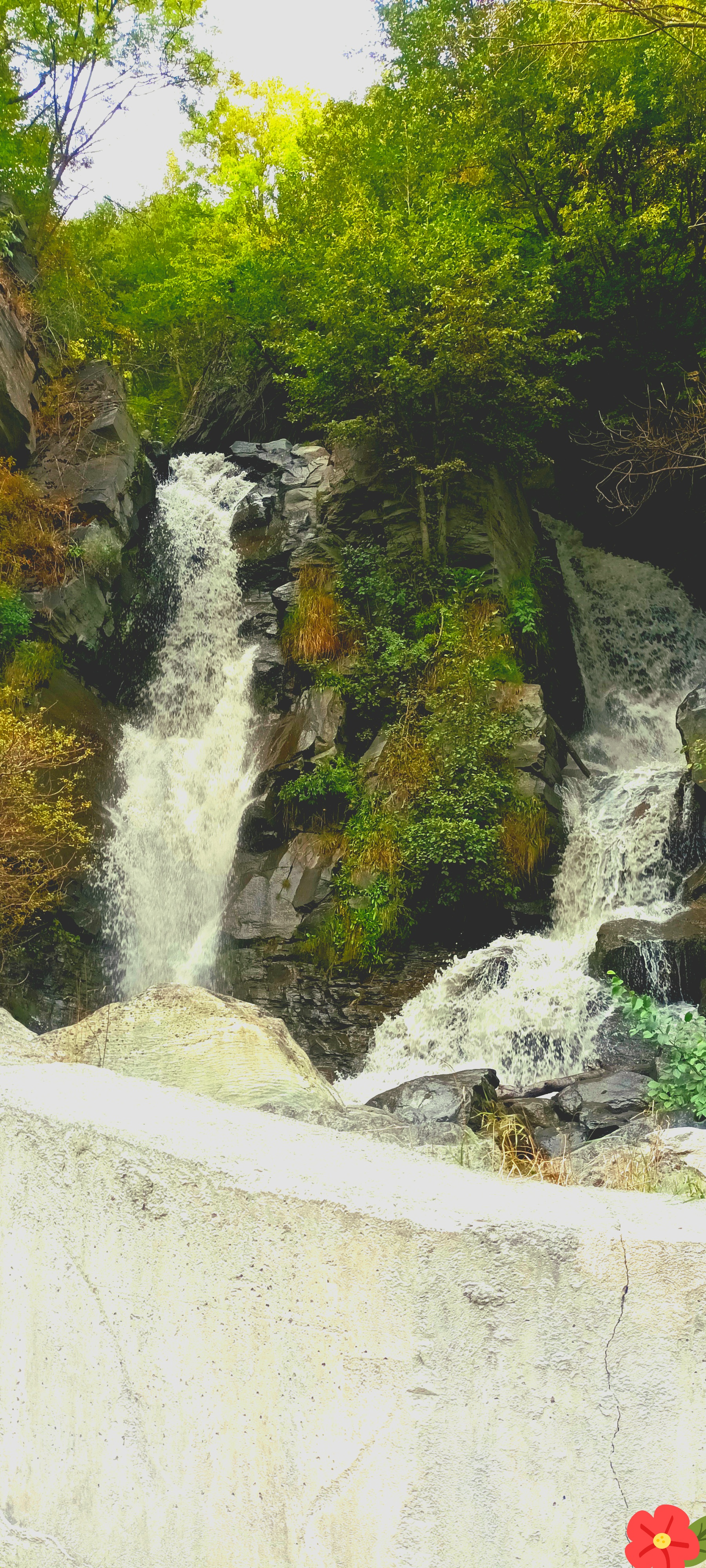
La cascade de la Fusine sur le Bonrieu.